# Voreia Amοrgos kai Kinarοs, Levitha, Maura, Glarοs kai Thalassia Zoni
Voreia Amοrgos kai Kinarοs, Levitha, Maura, Glarοs kai Thalassia Zoni este o arie protejată (arie specială de conservare — SAC, sit de importanță comunitară — SCI) din Grecia întinsă pe o suprafață de 6.026,57 ha, integral pe uscat.

## Localizare
Centrul sitului Voreia Amοrgos kai Kinarοs, Levitha, Maura, Glarοs kai Thalassia Zoni este situat la coordonatele 36°54′34″N 26°01′49″E / 36.90955°N 26.030292°E.

## Înființare
Situl Voreia Amοrgos kai Kinarοs, Levitha, Maura, Glarοs kai Thalassia Zoni a fost declarat sit de importanță comunitară în august 1996 pentru a proteja 1 specie de animale. Situl a fost protejat și ca arie specială de conservare în martie 2011.

## Biodiversitate
Situată în ecoregiunile marină mediteraneană și mediteraneană, aria protejată conține 14 habitate naturale: Bancuri de nisip acoperite în permanență slab de apă marină, Straturi cu Posidonia (Posidonion oceanicae), Recifuri, Faleze cu vegetație de Limonium spp. endemic de pe coastele mediteraneene, Salicornia și alte specii anuale care populează regiunile mlăștinoase și nisipoase, Dune mobile cu vegetație embrionară, Râuri mediteraneene cu debit intermitent, cu specii de Paspalo-Agrostidion, Matorral arborescenți cu Juniperus spp., Tufărișuri termo-mediteraneene și de pre-deșert, Sarcopoterium spinosum phryganas, Pante stâncoase calcaroase cu vegetație casmofită, Peșteri marine scufundate complet sau parțial, Galerii și tufărișuri riverane sudice (Nerio-Tamaricetea și Securinegion tinctoriae), Păduri de Olea și Ceratonia.
La baza desemnării sitului se află o specie protejată de  reptile: șarpele cu patru dungi (Elaphe quatuorlineata).
Pe lângă speciile protejate, pe teritoriul sitului au mai fost identificate 24 de specii de plante, 1 specie de mamifere, 1 specie de nevertebrate, 4 specii de reptile.